# Бойчук, Тимофей Львович
Тимофей Львович Бойчук (27 сентября 1896, Романовка — 13 июля 1922, Киев) — украинский художник-монументалист и живописец. Младший брат и ученик Михаила Бойчука.

## Биография
Сын крестьянина. Весной 1914 года старший брат забрал Тимофея в Киев. Обладающий с детства талантом к рисованию, Тимофей стал помогать брату, который с 1912 г. по приглашению Русского Археологического общества каждое лето вместе с учениками работал над реставрацией живописи Трехсвятительской церкви XVIII в. (с. Лемеши вблизи Козельца).
В начале Первой мировой войны, братья как австрийские граждане были переселены на два с половиной года на северо-восток Российской империи: сначала в Уральск, затем в Арзамас. И только с началом революции 1917 года они были освобождены и вернулись на Украину, в Киев.
После создания в 1917 году Украинской Академии искусств, Михаил Бойчук в своей мастерской организовал школу, в которую вошел и его младший брат. Прекрасно проявил себя в монументальной и станковой живописи, создании портретов.
Умер Т. Бойчук на 26-м году жизни. К тому времени он уже был видным мастером живописи, который имел заметное влияние на молодых художников.
Художественное наследие, который оставил Т. Бойчук, это главным образом его работы в Киевский академии, фрески в Луцких казармах в Киеве (1919, не сохранились), Киевский оперный театр, и картины, выполненные на заказ, в частности, большая таблица для украинского морского министерства времён Центральной Рады, занавес рабочего театра на Лукьяновке, агитационные плакаты различной тематики и т. д.

## Избранные работы
Произведения Бойчука — преимущественно сюжетные композиции с изображением крестьянской жизни:
- «Сцена с базара»,
- «Улица в городке» (обе — 1916),
- «Лошади на пастбище» (1917),
- «Парень и девушка»,
- «Бабы на огороде»,
- «Сажают картошку»,
- «В обувной мастерской»,
- «У яблони» (все — 1919—1921),
- «Автопортрет» (1920)
- «Кони на пастбище»,
- «Сажают картофель»,
- «Кормят свиней»,
- «Замешивают тесто» и др.